# Дикси, Фрэнк
Сэр Фрэнк Бернард Дикси (27 ноября 1853, Лондон — 17 октября 1928, Лондон) — английский художник и иллюстратор, известный по картинам, изображающим драматические исторические и легендарные сцены.

## Биография
Он также был известен своими портретами женщин из высшего света, которые помогли ему получить успех в обществе в своё время. Хотя Фрэнк не был членом «Братства прерафаэлитов», многие его картины написаны в этом стиле.
Фрэнк Бернард Дикси родился в Лондоне в 1853 году. Отец Фрэнка, Томас Дикси (1819—1895), был известным художником, который учил рисованию с самого раннего возраста как Фрэнка, так и его брата Герберта и сестру Маргарет. Фрэнк поступил в Королевскую художественную академию в 1870 году и там достиг первых успехов. Он был избран в члены Королевской Академии в 1891 году и в 1924 году стал её президентом. В 1921 году Дикси экспонировался на первой выставке Общества графического искусства в Лондоне.
Дикси был посвящён в рыцари в 1925 году и в 1927 году получил от короля Георга V Королевский Викторианский орден.
Художник умер в Лондоне в 1928 году.

## Галерея

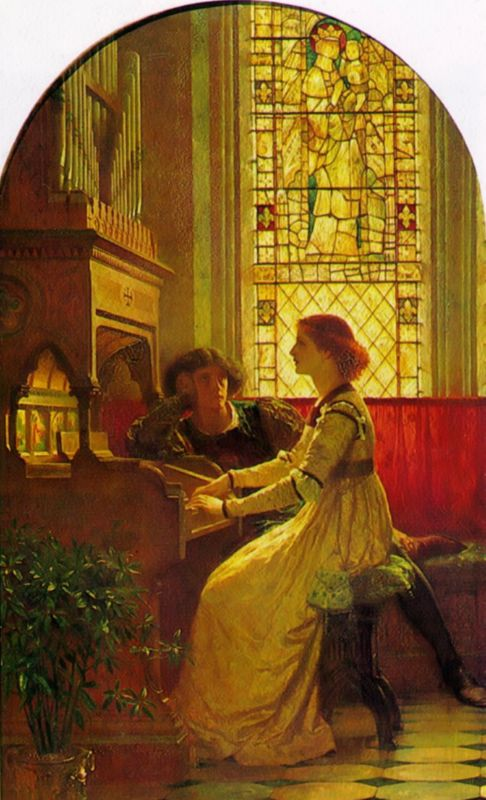
Гармония (1877)
Ромео и Джульетта (1884)
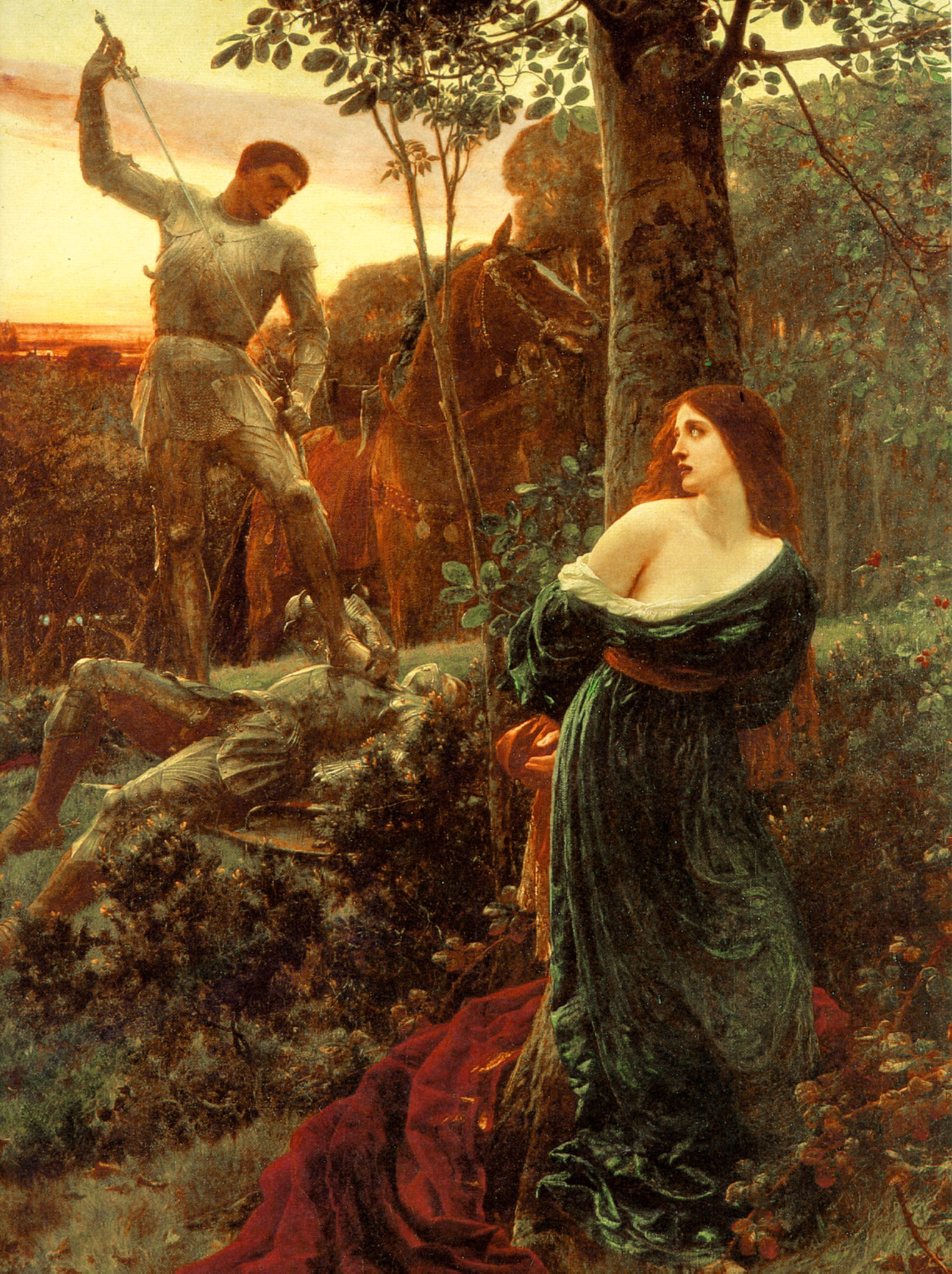
Рыцарство (1885)
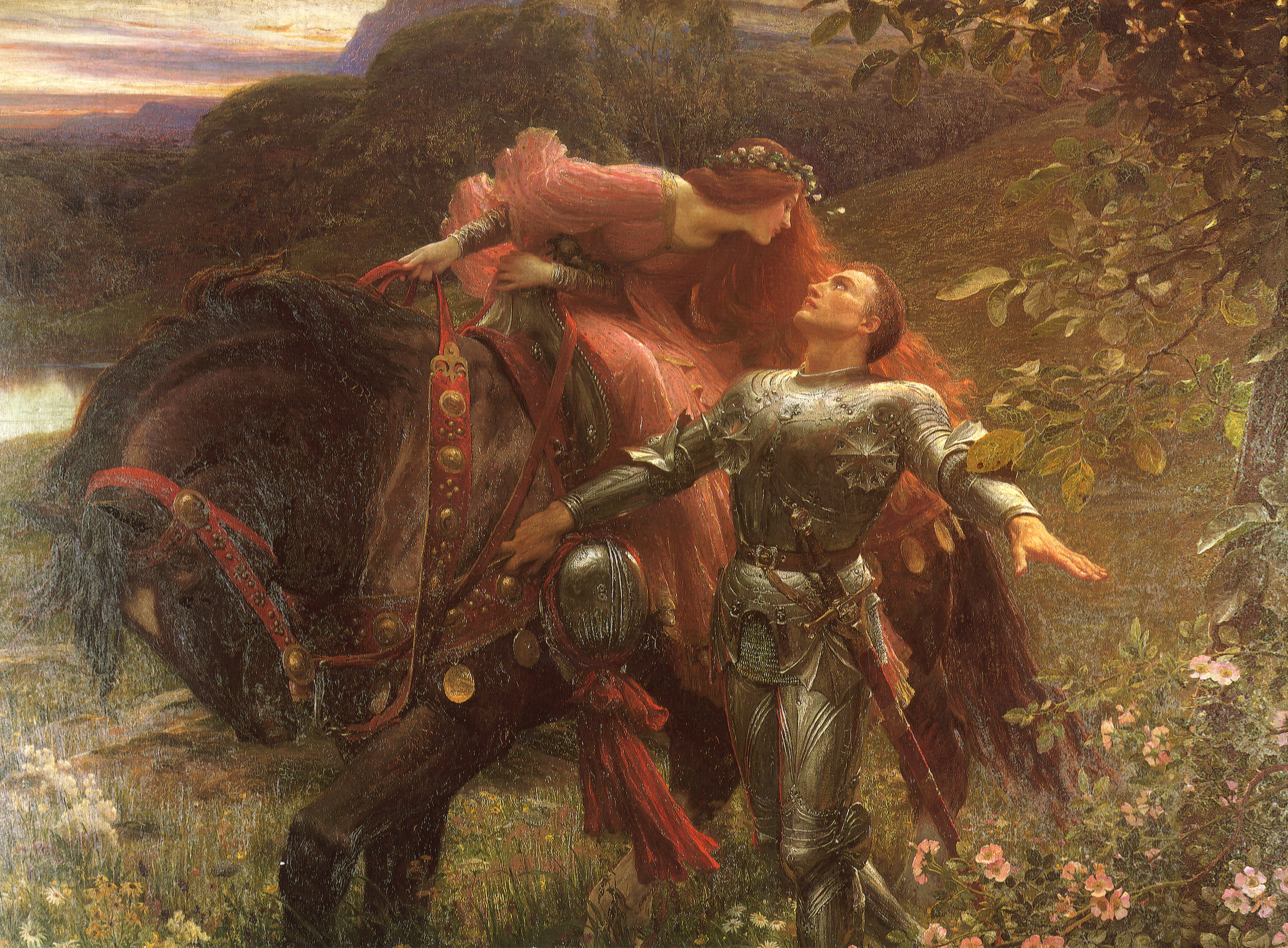
Безжалостная красавица (1890)
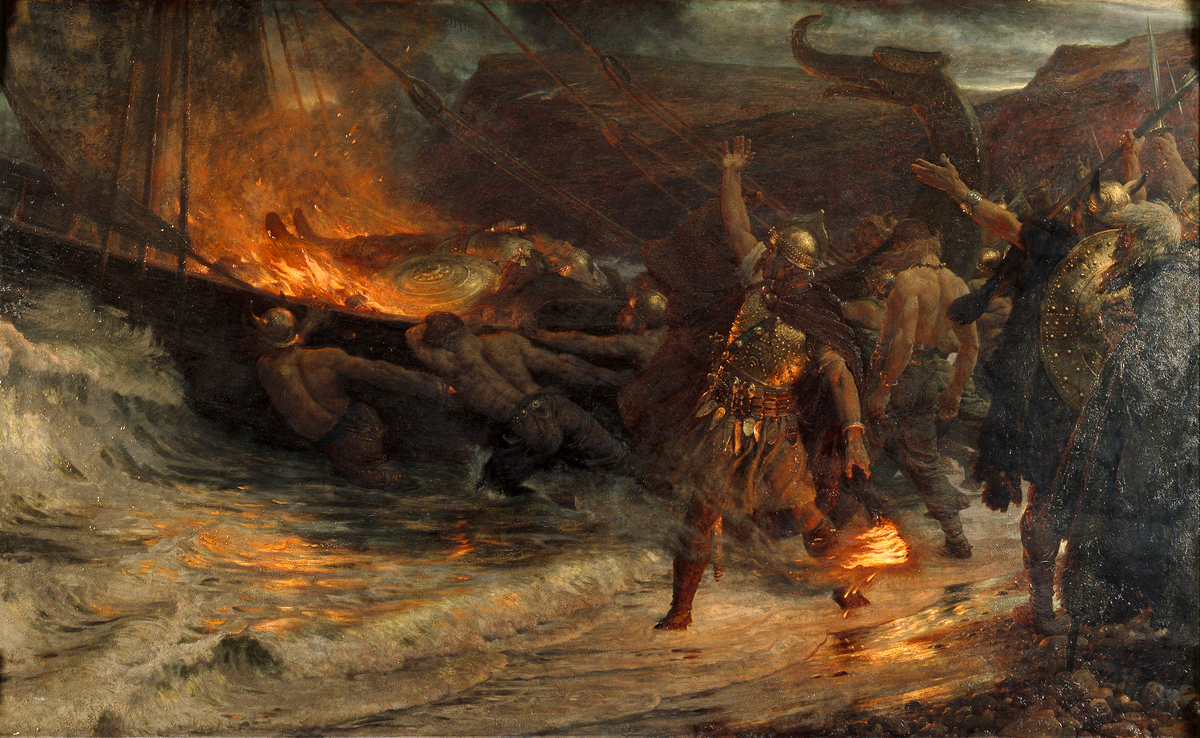
Похороны Викинга (1893)
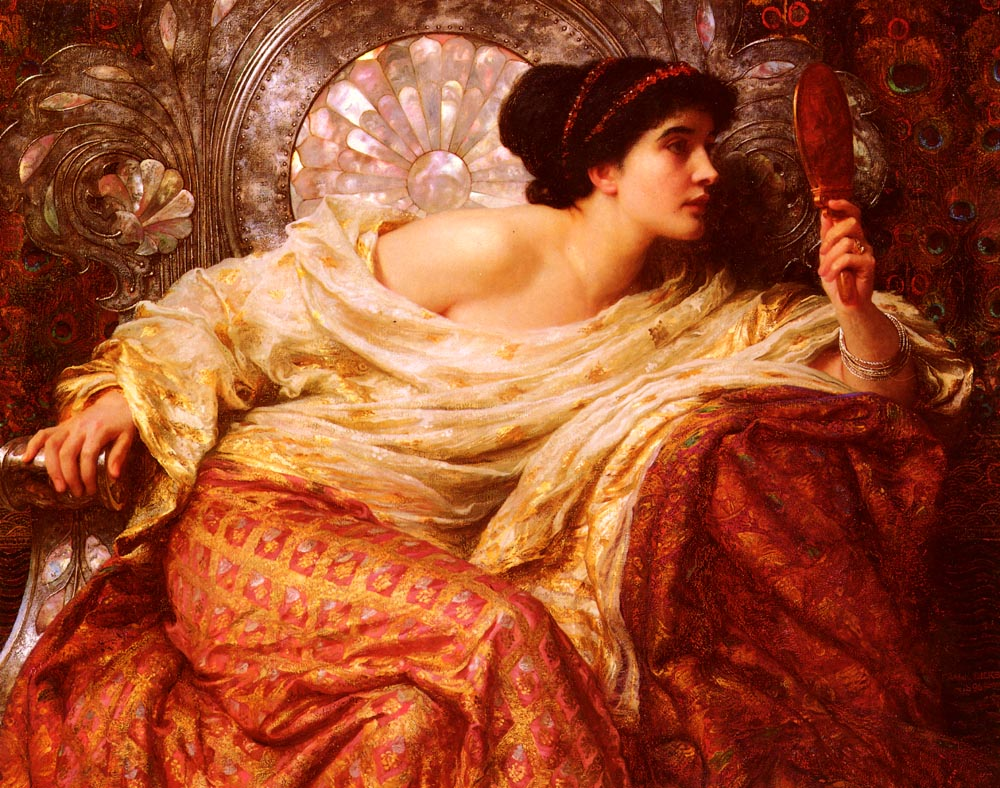
Зеркало (1896)
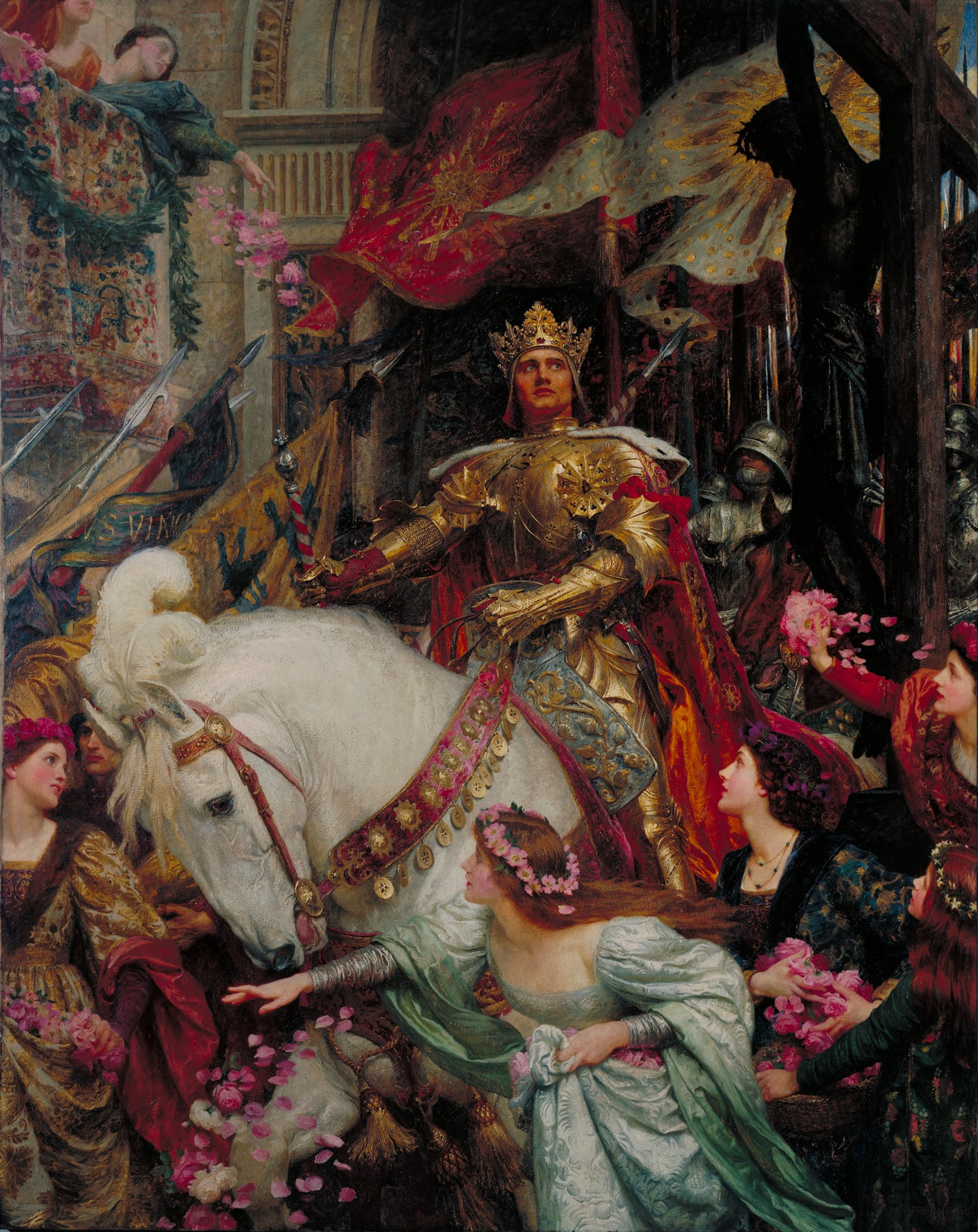
Две короны (1900)
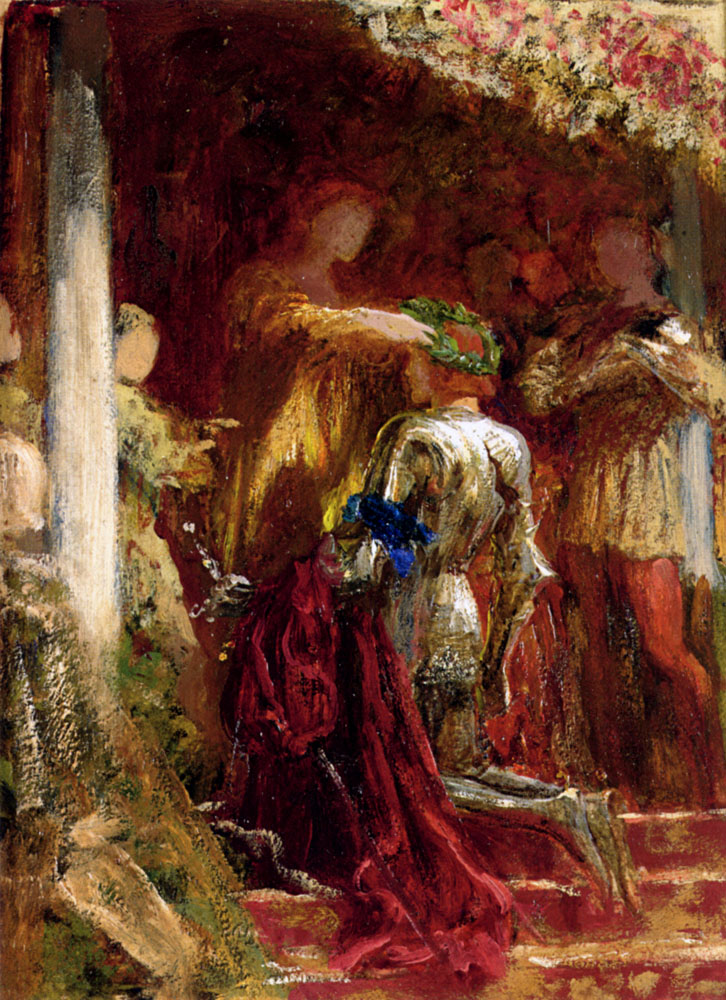
Победа
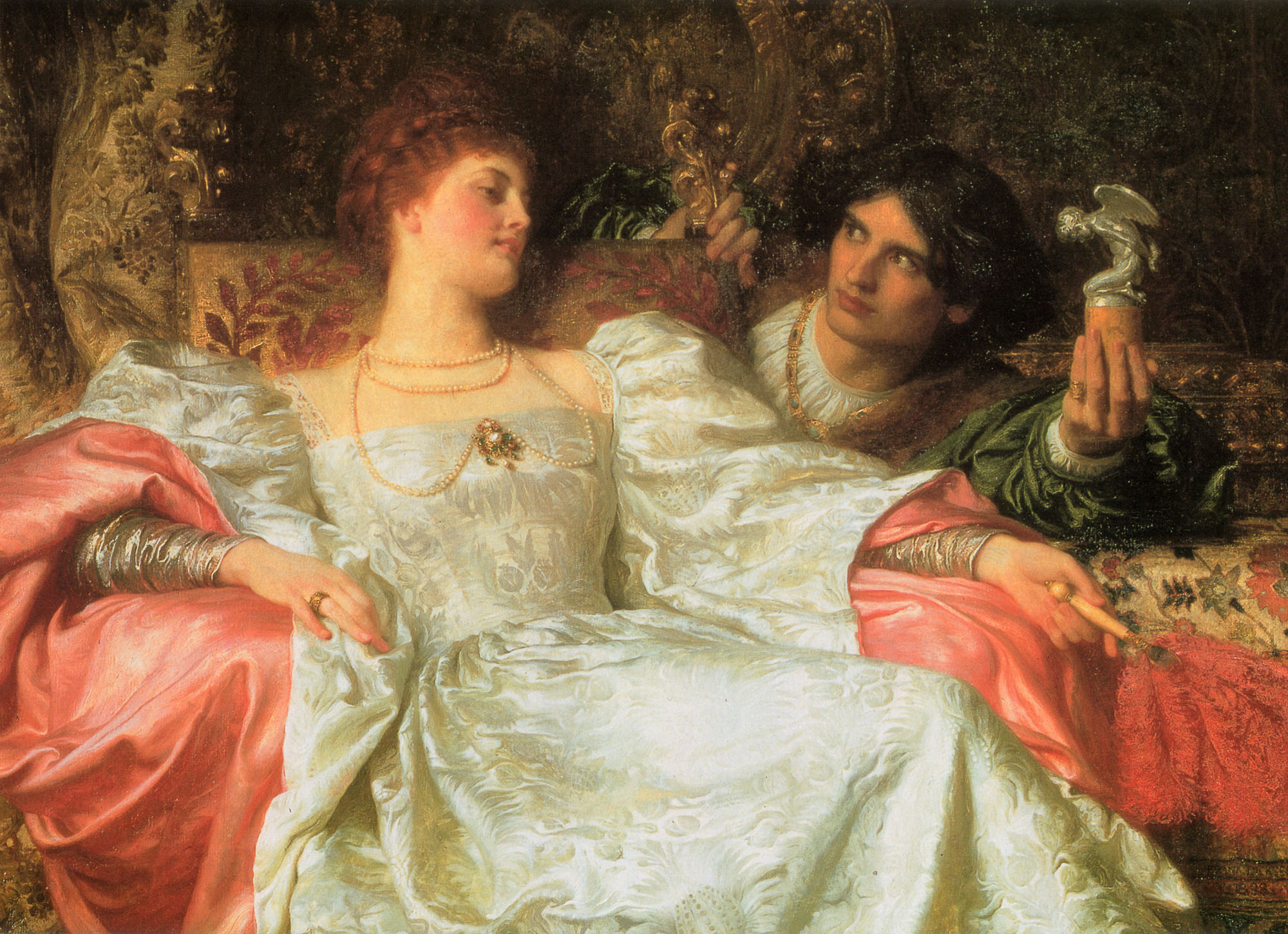
Предложение